# Dicranota spectralis
Dicranota spectralis är en tvåvingeart som först beskrevs av Enrico Adelelmo Brunetti 1918.  Dicranota spectralis ingår i släktet Dicranota och familjen hårögonharkrankar. Inga underarter finns listade i Catalogue of Life.